# Opornik łatkowaty
Opornik łatkowaty, ołownik łatkowaty, kudzu (Pueraria montana (Lour.) Merr. var. lobata (Willd.) Maesen & S. M. Almeida ex Sanjappa & Predeep) – według nowych ujęć taksonomicznych odmiana gatunku Pueraria montana, dawniej traktowana jako odrębny gatunek Pueraria lobata (Willd.). Reprezentuje rodzinę bobowatych. Wykorzystywany jest jako lek tradycyjny oraz źródło włókna tekstylnego i stosowanego do wyrobu olinowania.

## Rozmieszczenie geograficzne
Występuje naturalnie w Azji południowo-wschodniej oraz na wyspach Oceanii i w Japonii. Zawleczony do Ameryki Północnej i Środkowej, Afryki południowej, Azji centralnej, regionu Kaukazu i na Ukrainę. W miejscach, w których został zawleczony (np. w USA) jest uporczywym, bardzo inwazyjnym chwastem, wypierającym gatunki rodzime. Uznany został za jeden ze 100 najbardziej inwazyjnych gatunków na świecie i ujęty jest na liście inwazyjnych gatunków stwarzających zagrożenie dla Unii Europejskiej.

## Morfologia
Pnącze o drewniejącej łodydze długości do 30 m. W górnej części owłosionej. Liście trójlistkowe, z dużymi, szerokojajowatymi listkami. Kwiaty barwy purpurowej, zebrane w grona długości do 30 cm, wyrastające w kątach liści. Owocem jest owłosiony strąk o długości ok. 5 cm zawierający kilka nasion. Korzeń duży, bulwiasty.

## Zastosowanie

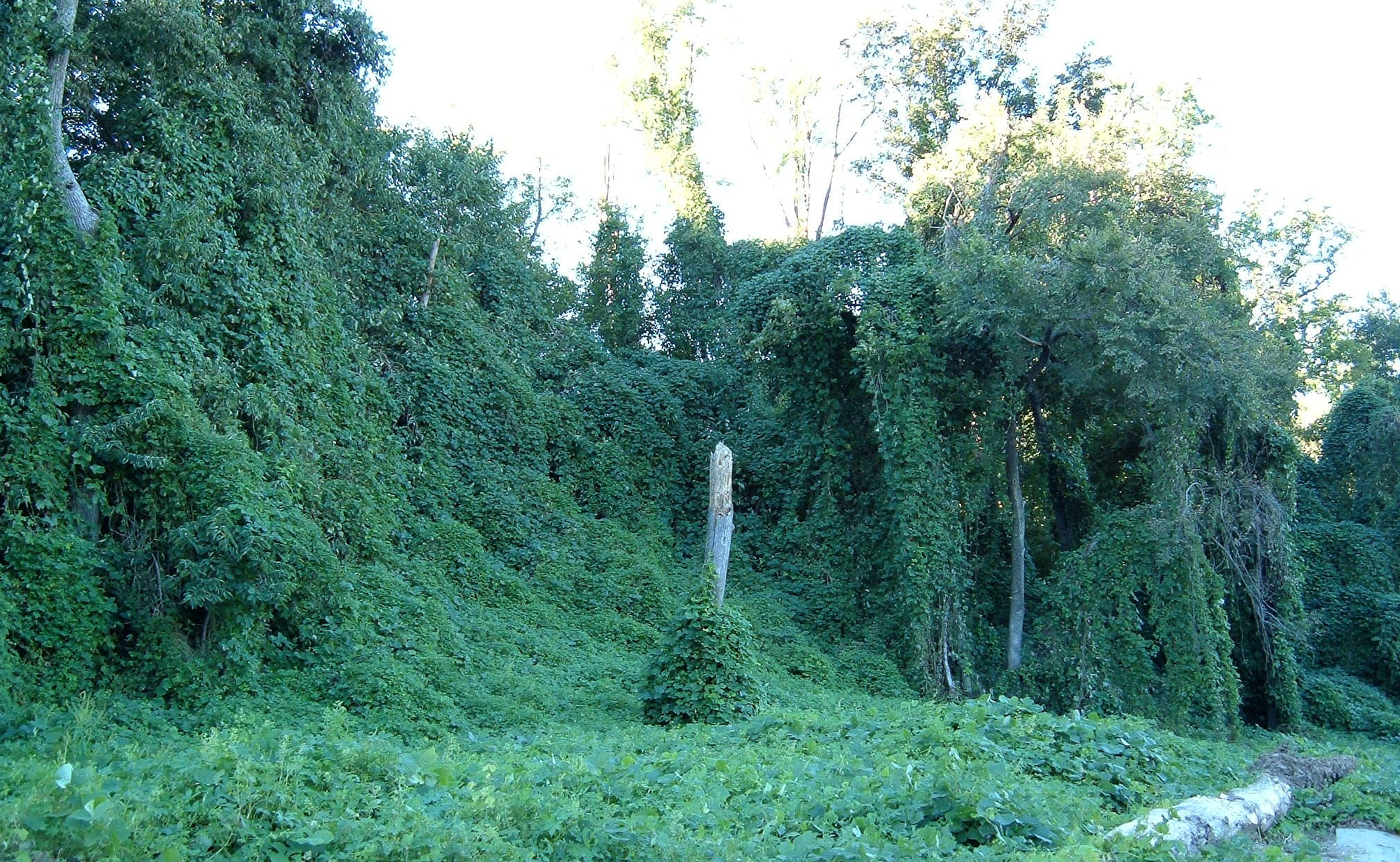
Kudzu porastające drzewa koło Atlanty

Roślina lecznicza
- Surowiec zielarski: Wysuszone korzenie (Puerariae radix), rzadziej kwiaty (Puerariae flos)[4].
- Działanie: Korzeń w chińskim lecznictwie jest stosowany od czasów starożytnych w terapii migreny, niewydolności naczyń wieńcowych, nadciśnieniu tętniczym, alergii, biegunkach, w leczeniu choroby alkoholowej, jak również przeciw przeziębieniom, grypie, gorączce. Roślina bogata w izoflawonoidy (m.in. puearynę, daidzeinę, daidzinę). Efekt w leczeniu alkoholizmu przypisuje się daidzinie i daidzeinie[4].

Roślina włóknistaW Chinach gatunek był wykorzystywany jako źródło włókna tekstylnego i do wyrobu olinowania.